# Стереотип
Стереотип је у штампарској техници отисак са непокретним слогом. По аналогији, у друштвеним наукама појам се користи за шематски, упрошћен и тешко променљив однос према некоме или нечему. Израз је настао у периоду јављања и развоја расних, етничких, верских и социјалних нетрпељивости. У основи стереотипа налази се погрешна и неоправдано широка генерализација. Стога се сваки групни стереотип који садржи изразито емоционално негативно оцењивање неке етничке, расне, верске или социјалне групе тумачи као предрасуда.
У социјалној психологији, стереотип је генерализовано уверење о одређеној категорији људи. То је очекивање које људи могу имати о свакој особи из одређене групе. Тип очекивања може да варира; то може бити, на пример, очекивање о личности групе, преференцијама, изгледу или способностима. Стереотипи су понекад превише генерализовани, нетачни и отпорни на нове информације, али понекад могу бити тачни.

## Опис стереотипа
Стереотип се најчешће заснива на претпоставци да припадници друге групе имају одређене особине које су само њима својствене и по којима се разликују од других. Такође, стереотип подразумева да особине које су карактеристичне за неку групу морају имати сви припадници дате групе. Стереотипи се деле на позитивне и негативне. То су генерализације које се заснивају на минималном познавању групе о којој се говори. Приликом стварања стереотипа особе се најчешће групишу према етничкој припадности, религији, сексуалном опредељењу, полу или према било којој другој категорији.
Стереотипи се могу базирати на специфичној особини групе или особе којој су приписани. Као последица овога јавља се погрешна слика која често постоји о одређеној особи или групи. Такође, стереотипи негирају индивидуалност особе. Они могу представити особе доста штуро, површно, само на основу њиховог пола, националности, сексуалне оријентације, неке мане или телесног недостатка.
Фактори који су довели до стварања стереотипа су историјски фактори, генерализација, први утисак, поједностављивање, претеривање, расизам, хомофобија и друге форме дискриминације, повезаност са другим групама...
Један стереотип је део културе како нације о којој се у стереотипу говори тако и нације која је исти измислила. Сходно подели на позитивне и негативне, стереотипи не морају само стављати одређене нације у инфериорни (повлашћени) положај, већ такође величају и уздижу одређене особине и нације. Треба напоменути да различите нације могу имати и употребљавати различите стереотипе.

## Примери
Социолингвиста Чарлс Е. Херст са Универзитета Вустер тврди да је један од разлога због којег настају стереотипи недостатак личног познанства са особама из друге етничке групе. Различите дисциплине дају различите податке о томе како се стереотипи развијају: Психолози истражују како се искуство које неко има о другој групи оцртава на поимање и коментарисање те групе а како на међугрупне конфликте. Социолингвистика се бави односима међу групама и позицијом различитих група у друштвеној структури...
Сматра се да постоји више негативних него позитивних стереотипа.
Неки људи верују да су стереотипи засновани на актуелним разликама међу нацијама. Други верују да су они по правилу лажне претпоставке. Зато се често покреће питање њихове истинитости. Веома чест разлог за настајање стереотипа је постојање групе људи који имају исту карактеристику. На пример, постојање одређеног броја продаваца који су похлепни и неискрени доводи до стварања стереотипа о продавцима.
Могући негативни ефекти стереотипа су оправдање предрасуда или незнања, непостојање жеље да се преиспита понашање према другој групи, спречавање неких људи који припадају групи која је стереотипизована да успеју у одређеним активностима и пољима...
Стереотипи и предрасуде се често мешају. Предрасуде су попут стереотипа али могу представљати мишљење само једне индивидуе а не целе групе.

## Улога у уметности и култури
Стереотип се често користи за стварање главних ликова у књижевности и филму. Стереотипи се мењају са временом. Несвесно коришћење неких стереотипа је чудно за данашњу публику која не толерише представљање индивидуа на основу датог стереотипа. С друге стране, многи стереотипи пролазе неопажени чак и од стране оних који су предмет стереотипа.
У књижевности и уметности стереотипи су клишеи или предвидљиви ликови и ситуације. Кроз историју стереотипи су се удаљили од типичних ликова и ситуација како би моментално повезали публику са причом. Понекад такви стереотипи могу бити софистицирани попут Шекспировог Шулока из Млетачког трговца. Доказано је да стереотип који постане комплексан и софистициран тежи да постане стереотип за себе.
Без обзира на етимолошку блискост, клише и стереотип се не користе као синоними у културној сфери. На пример клише је критицизам у нарацији где жанр и категоризација аутоматски повезују причу са њеном циљном групом. Уколико се каже да су ситуација или лик у причи типични, то значи да одговарају датом жанру или врсти. Али уколико се каже да се приповедач приликом писања дела ослањао на клише, то значи да датом делу недостаје оригиналност.
Стереотипи су врло корисни у стварању ефикасног маркетинга. Медијски стереотипи су се мењали и развијали временом. Тинејџерска серија Saved by the Bell представља групу типичних тинејџерских стереотипа као што су одељењска луда, преварант, навијачица, феминисткиња и површна лепотица. Телевизијски стереотипи често су приказивали „типичну америчку школу” попут манекенске писте по којој шетају физички савршени младићи и девојке, место где се стално игра рагби и јуре лепе девојке а где се мало учи.

## Етнички стереотипи
У САД постоји дуга традиција инфериорног односа према афроамеричким, латиноамеричким и другим мањинским заједницама. Дуго се веровало, а неки верују и данас, да су припадници мањина мање интелигентни од Американаца европског порекла и да се налазе на нижем ступњу културног развоја. Овакво мишљење укорењено је у америчкој култури још од периода стварања Сједињених Америчких Држава.
Државни сенатор К. Калоун, залажући се за продужетак ропства, изјавио је 1844. године како је научно доказано да је ропство неопходно и да Африканци не могу да се брину сами о себи. Даље наводи како Африканци често полуде под бременом слободе и како је милосрдно и хумано дати им вођство и заштиту од менталног обољења.

## Западноазијски стереотипи
Азијци су у медијима обично приказани као интелигентни али хладни и недружељубиви, као људи са малим полним органима

## Бели стереотипи
Социјална дефиниција белог се временом променила, и неколико такозваних белих нација окарактерисане су од стране медија као неинтелигентне. Ово обухвата етничке групе као што су Британци, Ирци и Словени.

## Енглески стереотипи
Стереотип који се везује за Енглезе је да су претерано уљудни, извештачени, уштогљени и да имају лоше зубе. Ликови у историјским филмовима често имају енглески изговор иако догађај о коме се говори у филму нема никакве везе са Енглеском. Ликови који припадају вишој друштвеној класи такође имају енглески изговор. У задње време велики број негативаца у филмовима има енглески изговор или их глуме енглески глумци.
У Дизнијевим цртаним филмовима током 90-их енглески изговор коришћен је за комичне ликове или ликове злих генија.

## Етимологија
Реч „стереотип” измислио је Фирмен Дидот. Ова реч је означавала типографски елемент који је коришћен приликом штампе уместо оригинала. Амерички новинар Валтер Липман спојио је ову метафору назвавши стереотип сликом у нашим рукама. И „клише” и „стереотип” воде порекло из света штампе. „Клише” је француска реч за штампарску површину за стереотип.
У енглеском језику реч „стереотип” се први пут појављује у свом модерном значењу 1850. године као именица, и има значење слике (представе) овековечене без и једне измене.